# South Lanarkshire

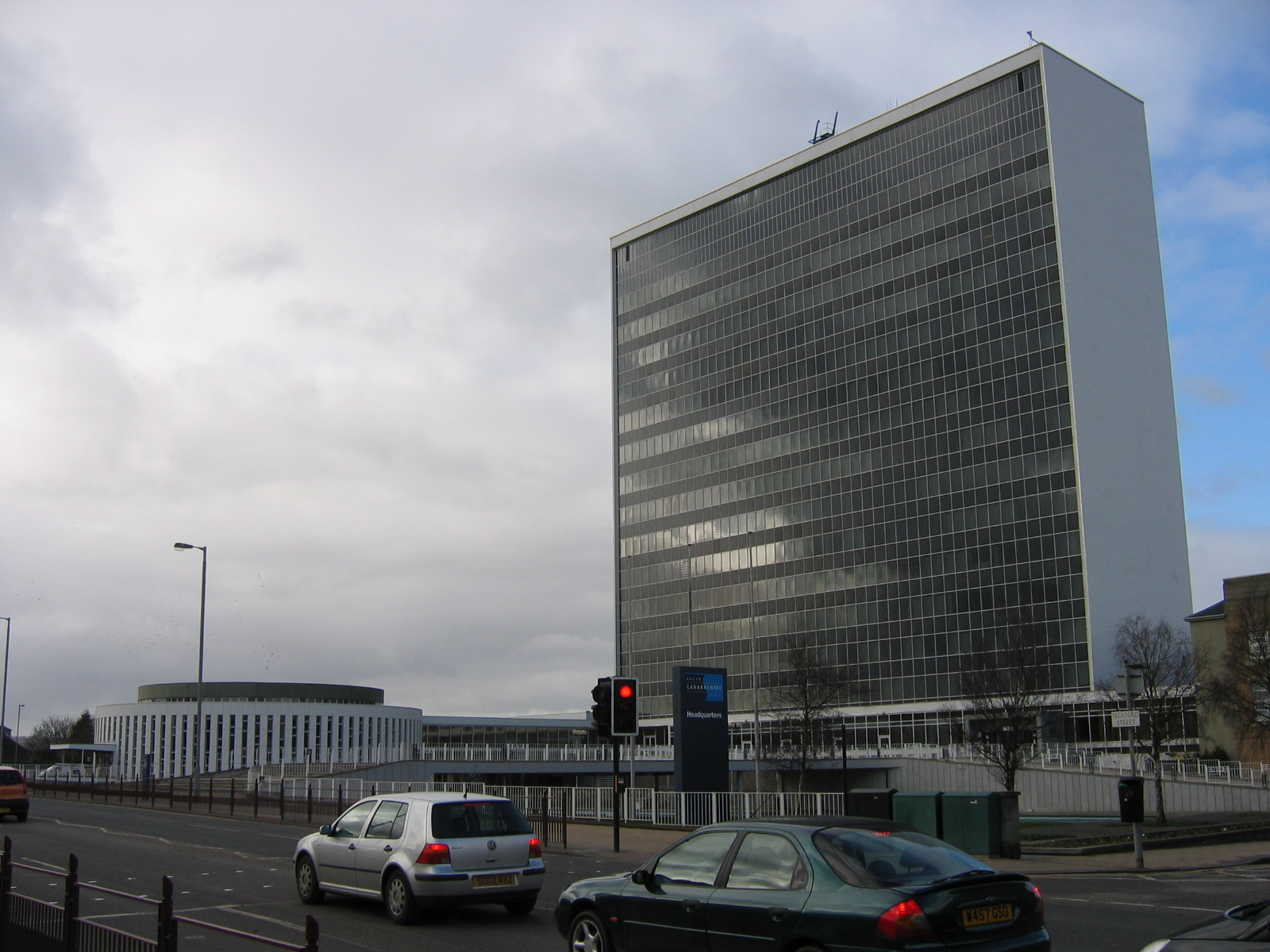
Sede del concejo de South Lanarkshire.

South Lanarkshire (en gaélico escocés: Siorrachd Lannraig a Deas) es un concejo de Escocia (Reino Unido). Limita con los concejos de Dumfries and Galloway, East Ayrshire, East Renfrewshire, Glasgow, North Lanarkshire, West Lothian y Scottish Borders. La capital administrativa es Hamilton. Al bordear por el lado sureste la ciudad de Glasgow, la más poblada de Escocia, alberga en su territorio parte de su entorno metropolitano.
El concejo fue formado en 1996 por la unión de los distritos de Clydesdale, Hamilton, East Kilbride y otras áreas del distrito de Glasgow, pertenecientes a la antigua región de Strathclyde.

## Sede
La sede del consejo de South Lanarkshire se encuentra en la localidad de Hamilton. Fue diseñado por el arquitecto del concejo D. G. Bannerman y edificado en 1963. Su diseño está fuertemente influido por el edificio de las Naciones Unidas en Nueva York, Estados Unidos y constituye una de las señas de identidad de Hamilton ya que puede verse desde buena parte del valle del río Clyde.

## Localidades con población (año 2016)
- Ashgill 1,460
- Biggar 2,420
- Blantyre 16,900
- Bothwell 6,380
- Braidwood 610
- Cambuslang 29,100
- Carluke 13,320
- Carnwath 1,410
- Carstairs 880
- Carstairs Junction 640
- Chapelton 640
- Coalburn 1,220
- Crossford 680
- Douglas 1,490
- East Kilbride 75,120
- Forth 2,190
- Glassford 640
- Hamilton 54,080
- Kirkfieldbank 990
- Kirkmuirhill 4,440
- Lanark 9,050
- Larkhall 14,740
- Law 3,220
- Lesmahagow 4,350
- Netherburn 820
- Quarter 740
- Rigside 670
- Rutherglen 31,190
- Stonehouse 5,500
- Strathaven 7,350
- Symington 750
- Thankerton 510
- Thorntonhall 590
- Uddingston 6,370[5]